# A Dama do Lotação e Outros Contos e Crônicas
A Dama do Lotação e Outros Contos e Crônicas é uma coletânea de contos e crônicas escritas por Nelson Rodrigues e publicadas entre 1951 e 1961 na coluna A vida como ela é..., do jornal Última Hora, e republicadas em 1992.
O conto que dá título ao livro foi adaptado para o cinema em 1978 como A dama do lotação.